# Vicente Trueba
Vicente Trueba Pérez (Sierrapando, Torrelavega, Cantabria; 16 de octubre de 1905 - Riotuerto, 10 de noviembre de 1986) fue un ciclista español, profesional durante los años 1930. Recibía el apodo de La Pulga de Torrelavega, sobrenombre otorgado por Desgrange, director del periódico L'Auto y organizador por aquel entonces del Tour de Francia.
Su especialidad eran las ascensiones de montaña. Fue el primer rey de la Montaña del Tour en 1933. Entró en primer lugar en numerosos puertos de montaña de renombre en la carrera francesa, como Aspin, Tourmalet, Aubisque, Ballon d'Alsace, Peyresourde, Galibier, Braus y Vars. Acudió a la prueba a título individual, sin equipo y sin ningún tipo de apoyo económico.
Vicente Trueba fue uno de los cuatro únicos corredores que consiguieron finalizar todas las etapas con el control de tiempo abierto en la edición de 1933 del Tour de Francia. Aquel año, la organización decidió relajar la normativa y permitir así que un mayor número de ciclistas terminaran la prueba. De no haber sido así, Trueba habría sido el vencedor del Tour.
En 2005, con motivo de su centenario, recibió la medalla del Tour a título póstumo.

## Carrera

### Inicios
Vicente era el tercer hijo de los ocho que tuvieron José Trueba Sañudo y Victoria Pérez García, una pareja de labradores acomodados. Antes de él ya habían tenido dos hijos: Federico y José y después tuvieron a otros cinco: Avelina, Manuel, Fermín, Victoriano y Carmen.
Cuando Vicente era aún muy niño, en su familia había prendido ya la fiebre del ciclismo. Su hermano Federico corrió solamente dos carreras y tuvo una caída que le obligó a abandonar la afición. Pero José, dos años mayor que Vicente y un gran ciclista, fue quien motivó sus inicios. Los domingos le hacía ir con él a largos paseos, a los que debe sus primeros entrenamientos y el descubrimiento de sus grandes dotes.
Esa misma afición fue prendiendo en el resto de los Trueba. Después de Vicente, Manuel también andaba bastante bien, pero no tenía la suficiente afición. Fermín fue uno de los mejores corredores de su tiempo y Victoriano también empezó y ganó el Premio de la Montaña en Santo Domingo y un año la Vuelta a Cantabria, pero siguió sus estudios aconsejado por el resto de los hermanos.
La primera bicicleta de los Trueba la compraron con el dinero que ganaron sembrando patatas, costó catorce o diciséis duros, no tenía marca, tenía el piñón fijo y era propiedad común de Federico, José y Vicente. Todos los vecinos tomaban prestada la bicicleta y esta se fue estropeando hasta que desapareció. Más tarde, el padre de la familia compró una flamante bicicleta inglesa, con la que José empezó a correr sus primeras competiciones. Más tarde, cuando José se convirtió en un importante ciclista se compró una "Favor" francesa. Al final, José acabó comprando otra mejor y Vicente heredó la "Favor", con la que hizo sus primeros escarceos en el ciclismo regional y con la que ya ganó algunos premios.

### 1924-1933
En 1924 Vicente empezó a correr. La primera competición en que intervino se celebró en Torrelavega, organizada por Victoriano Otero, para muchachos que no hubieran corrido nunca. El recorrido fue de cuarenta kilómetros y Vicente terminó segundo. Pero el primero fue un chico que ya había corrido otra vez y que, por lo tanto, no debería de haber corrido. El premio que ganó fue una maquinilla de afeitar, marca Gillette, que valía una peseta y cincuenta céntimos.
A pesar de ese y otros triunfos, Vicente nunca tomó en serio el ciclismo. De no haber sido por su hermano José, quien le insistía constantemente para que se dedicase con la misma afición que él, probablemente hubiese abandonado.
Vicente Trueba fue profesional desde 1926. Aquel año corría en Cantabria, el Gran Premio "Gorordo". Su hermano José iba el primero en la subida al puerto de La Braguía y pinchó. Entonces Vicente comenzó a tirar y ganó con seis minutos de ventaja. Esa fue la primera competición que ganó corriendo con profesionales, que entonces se llamaban "primeras". En aquella misma subida murió uno de los corredores del calor que hacía aquella tarde y Vicente contribuyó con el dinero que ganó en la carrera para pagar los gastos del entierro.
Otra carrera de aquella época que merece mención fue un premio Vizcaya en el que Vicente se olvidó de comer y lo pasó muy mal hasta llegar a Bilbao. Entró el quince y ganó setenta y cinco pesetas de premio. Y esto de la falta de alimentación le ocurría con frecuencia porque no quería llevar mucho peso con él.
Fue por primera vez al Tour de Francia en 1930. La organización había invitado a un equipo español y fueron Dermit, Tubau, Cepeda, Riera, Cardona, José y Vicente. Vicente terminó aquel Tour de 1930 24 en la general y ya empezó a hacerse famoso por su manera de subir las cuestas. Para ser el primer Tour no se dio del todo mal, pero Vicente no quedó contento del todo y al año siguiente no volvió. De hecho, en 1931 ni siquiera aceptó los muchos contratos que le ofrecieron para correr en circuitos y velódromos. 
En 1932 un chico del pueblo de Vicente que también corría dijo que éste había abandonado sus propósitos porque tenía tuberculosis, en aquellos tiempos, aquella era la peor ofensa que le podían decir a uno. Así, por el amor propio de que no creyeran que tenía esa enfermedad, Vicente volvió a correr. 1932 fue un año decisivo, le abrió las puertas de la fama y le hizo ganar dinero.
El Tour de 1932 fue muy duro porque Vicente tuvo que correr sólo. No había equipo español. Sin embargo, aquel año se reveló del todo como el gran escalador y, gracias a sus triunfos en la especialidad de escalador, se estableció el "Premio de la Montaña". El Tour del año 1932 pasó para Vicente sin pena ni gloria. No ganó ninguna etapa ni ningún premio. Quedó el veintisiete en la general pero se hizo famoso por su manera de escalar. No había nadie capaz de hacerle competencia y, tanto al público como a la prensa, les llamó la atención como subía las cuestas sin agotarse.
Vicente lo pasó mal porque tenía que correr solo y aquello le costaba dinero, pero se divirtió y decidió volver al año siguiente.

### El rey de la montaña
Antes de ir al Tour de 1933, corrió ese mismo año la Giro de Italia y la Vuelta a Cataluña.
El año 1933 fue el de su consagración. Vicente fue un corredor fugaz porque sólo corrió seis años y, tal vez, podemos centrar la cúspide de su carrera deportiva en este año, con el que ganó celebridad para toda su vida.
Vicente corrió como "Turista-Routier" en los Tours de 1932 y 1933. El "Turista-Routier" no tenía derecho a nada: no podía formar parte de ningún equipo, no podía tener ningún tipo de organización. Si estos corredores pinchaban, rompían la bicicleta o caían al suelo no tenían a nadie para socorrerlos. Tenían que correr con los tubulares y los recambios encima y reparar los pinchazos ellos mismos. Vicente tenía que pagarse él mismo los hoteles, la casa de baños, la alimentación y todos los gastos.
Pese a todo, Vicente fue el mejor escalador de 1932, hizo nacer la idea de Premio de la Montaña y se lo llevó en 1933.
En el Tour de Francia 1933 batió el récord de ascensión al Galibier y coronó en cabeza 10 de los 16 puertos de montaña en esa edición (Ballon d'Alsace, Galibier, Lautaret, Vars, Braus, Port, Peyresourde, Aspin, Tourmalet y Aubisque). Así, fue el primer rey de la montaña de todos los tiempos del Tour y ganó con ello mucho dinero y muchos contratos. Terminó el Tour de Francia sexto en la general y obtuvo más de setenta y cinco mil pesetas. El premio por el sexto puesto en la general eran 800 pesetas, el de la Montaña eran 10 000, más lo que ganó en cada una de las subidas que terminó primero. Vicente no ganó ese Tour pero hubo quien reclamó su triunfo porque los cinco que le precedieron en la clasificación fueron repescados en la etapa del Galibier.[cita requerida]
Fue en esa misma Vuelta donde Desgrange le apodo "la Pulga de Torrelavega" y los periódicos comenzaron a llamarle así.
En 1934 volvió a participar en el Tour, ya pensando en retirarse, y quedó segundo en el Premio de la Montaña.
1935 fue el último Tour de Vicente, el segundo día de la Vuelta le otorgaron el premio al Mejor Marchador y luego anunció su retirada. Vicente no estaba bien, había tenido "la solitaria" y los venenos que tuvo que ingerir para matarla le dejaron hecho polvo el estómago. Al año siguiente Henri Desgrange sabía que "la Pulga de Torrelavega" animaba el "Tour" y lo llamó para participar, pero entonces Vicente estaba desanimado y enfermo y lo demás lo hizo la guerra, que le impidió correr en los años sucesivos.
Cuando Vicente trató de volver en 1942 en el Circuito del Norte, sin haberse siquiera preparado, tuvo que abandonar por un cólico que le dio en Vitoria.

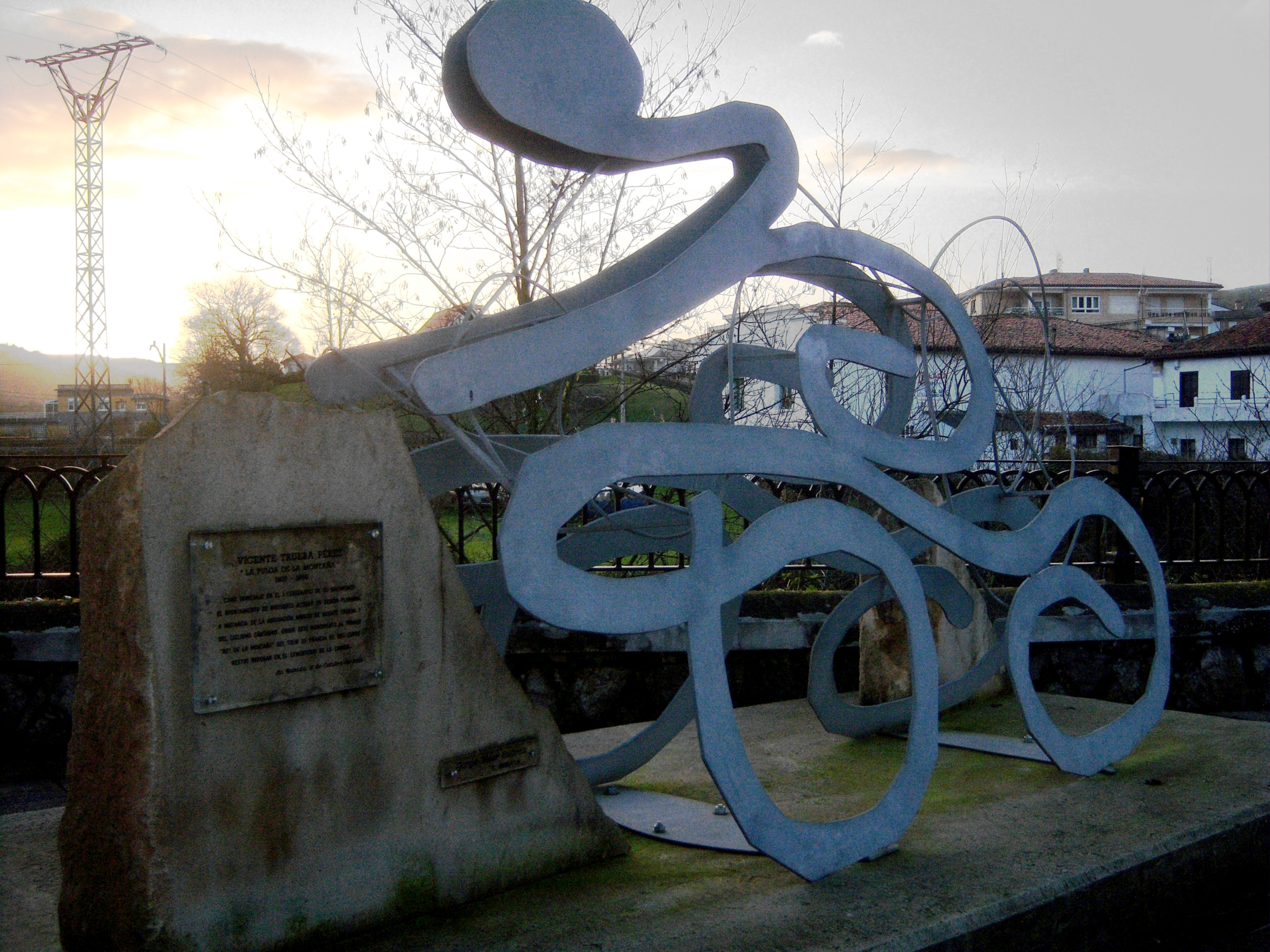
Monumento a Vicente Trueba en La Cavada (Cantabria). El conocido ciclista está enterrado en el cementerio de esta localidad.

### Tras su retiro
Trueba terminó el "Tour" con mucho dinero. Aparte de lo que ganó en la vuelta, le salieron multitud de contratos, el que menos de 2000 francos y otros muchos de 3500. Con aquel dinero, regresó a Torrelavega donde le recibieron con gran entusiasmo y construyó, junto a sus hermanos, una casa que tenía doce viviendas, más el bajo y el sótano. La casa costó 300.000 pesetas y casi todo salió del ciclismo.
Las hazañas de Trueba habían llegado al corazón de los españoles y don Francisco Balaña, promotor de las plazas de toros barcelonesas, tomó en sus manos aquel clamoros ambiente y antes de llegar a París, le ofreció 5.000 duros para pasearlo en lujoso "landeau" tirado por briosos caballos, desde la estación de Francia hasta la Plaza de Las Arenas, donde entró aclamado como los grandes diestros en sus tardes triunfales.
Luego disputó infinidad de "criteriums" de Francia a 1000 duros cada uno, acumulando un pequeño capital, que fue su lanzamiento hacia la fortuna. Compró unos almacenes en el puerto de Santander y la vida ya no tenía problemas para él, hasta que se produjo un enorme incendio en el puerto cántabro, que le dejó en la ruina. Paso una mala época. Pero cuando le indemnizaron, se afincó en Madrid donde se asoció con un hermano suyo y fundaron una empresa constructora de obras en la que recuperó y superó de mucho su antiguo capital.
La lucha había sido dura y contrajo una dolencia que soportó estoicamente, durante muchos años. Su vida era normal, pero tenía que prescindir de muchas cosas. Se recluyó totalmente en el seno de la familia y raramente se le encontraba en alguna manifestación ciclista, como no fuese para asistir a algunos de los muchos homenajes que se le tributaron en recuerdo de aquella maravillosa proeza, en el Tour de 1933.
Finalmente, el ciclista fallece el 10 de noviembre de 1986 a causa de una deficiencia respiratoria.

## Palmarés
| 1924 - Campeón Provincial de Neófitos 1925 - Otero-Payan (Torrelavega; 3.ª categoría) 1929 - Circuito Ribera Jalón 1930 - Circuito de Pascuas - Circuito de Pamplona - G.P. de Burgos - Circuito de Sodupe - 3.º en G.P. Santander - 24.º en Tour de Francia 1931 - 2.º en Subida a Urkiola 1932 - Campeón Provincial de Santander - 2.º en Clásica de los Puertos - 27.º en Tour de Francia | 1933 - Gran Premio de la Montaña del Tour de Francia - Vencedor de etapa en la Volta a Cataluña - Circuito Ribera Jalón - 6.º en Tour de Francia 1934 - 2.º en Gran Premio de la Montaña del Tour de Francia - 10.º en Tour de Francia 1935 - Subida a Arantzazu - 2.º en el Gran Premio de Montjuich - 3.º en Trofeo Masferrer 1938 - 3.º en G.P. San Sebastián 1939 - 3.º en el Campeonato de España en Ruta |

## Resultados

### Grandes Vueltas
| Carrera | Carrera         | 1928 | 1929 | 1930 | 1931 | 1932 | 1933 | 1934 | 1935 | 1936 | 1937 | 1938 | 1939 |
| ------- | --------------- | ---- | ---- | ---- | ---- | ---- | ---- | ---- | ---- | ---- | ---- | ---- | ---- |
|         | Giro de Italia  | —    | —    | —    | —    | —    | 43.º | 37.º | —    | —    | —    | —    | —    |
|         | Tour de Francia | —    | —    | 24.º | —    | 27.º | 6.º  | 10.º | Ab.  | —    | —    | —    | —    |
|         | Vuelta a España | X    | X    | X    | X    | X    | X    | X    | Ab.  | Ab.  | X    | X    | X    |

## Galardones y distinciones
2005
- Medalla del Tour de Francia a título póstumo.
- Medalla de oro de la Real Federación Española de Ciclismo.

## Curiosidades
- La primera bicicleta de Vicente la compartió con dos de sus hermanos.
- El primer "Tour" lo corrió sin cambio de piñón y le costó dinero.
- En el Tour de 1930 el equipo de españoles en Perpiñán observó a los italianos bebiendo mucho vino y de muy buena calidad. Entonces, los españoles se picaron y bebieron aún más que ellos. Al día siguiente, Desgrange, el organizador de la vuelta dijo en los periódicos que los españoles eran unos borrachos.
- Cuando se proclamó Rey de la Montaña, Vicente medía un metro setenta de estatura y pesaba cincuenta y cuatro kilos.
- En Marsella le robaron siete minutos para "proteger" al ídolo francés Archambaud.
- Inventó, sin darse cuenta, esa manera especial que tienen hoy todos los escaladores de poner las manos sobre el manillar a la hora de las subidas.
- En una ocasión, después de haber terminado de correr el Circuito Vasco, acabado de llegar a casa, se puso a cargar, en compañía de un obrero, cuarenta toneladas de madera en un vagón de ferrocarril.
- Fue el primer español en coronar en primer lugar el mítico Tourmalet. Fue en el Tour de 1933, en una etapa entre Tarbes y Pau, de 185 kilómetros, con carreteras inimaginables hoy en día y ataviado con los tubulares alrededor del cuerpo y con bicicletas que pesaban más del doble que las actuales. Fue, también ese mismo año, el primer español en ascender primero al famoso Galibier, batiendo además el récord de la ascensión.
- En 1932 fue de Santander a Madrid en bicicleta para correr el Circuito de los Puertos, cuando llegó a Madrid fue a la Verbena de San Antonio de La Florida que se celebraba aquella noche y al día siguiente corrió.
- Cuentan que una vez uno de los "ases" quería abandonar, pero quería hacerlo con honor, yendo en cabeza y con ventaja sobre el resto. Vicente se enteró, salió en su persecución, lo alcanzó, lo dejó atrás y le dijo: "Ahora, si quieres abandonar, abandona; pero detrás de Vicente Trueba".
- Paisanos de Vicente que estuvieron en la División Azul se hicieron famosos entre los alemanes por ser de Torrelavega y hasta los llamaban por el nombre del ciclista.
- Se comenta que cuando las tropas italianas entraron en Torrelavega en 1937, un soldado de Benito Mussolini entró en una farmacia y preguntó a un chaval cómo se llamaba el pueblo. El joven le dijo que se encontraba en Torrelavega y el soldado exclamó: "¡Hombre, el pueblo de la Pulga!"
- Vicente nunca se ocupó demasiado del ciclismo, tenía su trabajo y le preocupaban sus negocios, corría porque le gustaba hacerlo como "hobby".